# 29. oktober
29. oktober er dag 302 i året i den gregorianske kalender (dag 303 i skudår). Der er 63 dage tilbage af året.
Narcissus dag. En from biskop fra Jerusalem, der skal være blevet 116 år.

### Begivenheder
Født - Dødsfald
- 1618 - Walter Raleigh, engelsk forfatter og opdagelsesrejsende, halshugges for sine påståede konspirationer mod James 1. af England.
- 1658 - Slaget i Øresund udkæmpes. I Karl Gustav-krigen får Danmark hjælp af Nederlandene, hvis flåde under admiral Jacob van Obdam slår svenskerne i Øresund og fører forsyninger og tropper til den belejrede hovedstad. Efter nederlaget må svenskerne trække sig tilbage til Brønshøj, og svenskekongen må opgive et påbegyndt bombardement af København.
- 1736 - Den første "Kurantbank" i Danmark åbner på Charlottenborg i København.
- 1787 - Sveriges Kong Gustav den 3. skaber panik i den danske kongefamilie, da han uanmeldt dukker op på kongeslottet Christiansborg. Gustav den 3. er krigslysten og søger Danmark-Norges velvilje til en krig mod Rusland. Det får han ikke - kun et svagt formuleret "venskabs-brev".
- 1787 - Mozarts opera Don Giovanni uropføres i Prag.
- 1863 - 18 lande mødes i Geneve for at oprette Internationale Røde Kors.
- 1909 - Industrirådet oprettes.
- 1918 - Verdens første luftfartsselskab - Det Danske Luftfartselskab (DDL) - stiftes.
- 1922 - Den første annoncerede danske radioudsendelse sendes. Det sker fra en bygning i Frihavnen i København - sendt af Dansk Radio A/S.
- 1923 - Tyrkiet udråbes til en republik og opløser dermed det mere end 400-år gamle Osmanniske Rige. Kemal Atatürk indsættes som landets første præsident.
- 1925 - Københavns Lufthavn i Kastrup indvies.
- 1929 - Wall Street-krakket fortsætter på denne Sorte Tirsdag, hvor aktierne falder yderligere 12 %, hvilket får økonomien til at falde sammen i alle stater i USA.
- 1942 - Den danske forfatter Vita Andersen fødes.

- 1956 - Suez-krisen starter, da Israel invaderer Sinai-halvøen]] og presser egyptiske styrker tilbage mod Suezkanalen.
- 1969 - Den første forbindelse mellem to computere etableres på ARPANET, der er forgængeren for Internettet.
- 1973 - Broen over Bosporus-strædet i Tyrkiet indvies. Som den eneste bro i verden forbinder den de to verdensdele Europa og Asien.
- 1977 - DBU indfører professionel fodbold i Danmark.
- 1981 - En sovjetisk ubåd går på grund i skærgården nær den svenske flådebase i Karlskrona.
- 1986 - I Idrætsparken vinder det danske fodboldlandshold en EM kvalifikationskamp over Finland med 1-0. Målet scoredes af Jens Jørn Bertelsen.
- 1989 - OB bliver danske mestre i fodbold foran Brøndby IF og Lyngby Boldklub. B 1913 og Brønshøj Boldklub rykker ned, mens KB og Viborg FF kommer op i 1. division.
- 1991 - Ritt Bjerregaard fyres som gruppeformand i Socialdemokratiets folketingsgruppe som følge af, at hun nægter at flytte sin faste adresse fra Fyn til København, således som Københavns Kommune forlangte, efter hun anskaffede sig en 210 kvadratmeter stor lejlighed.
- 1993 - Johnny Bredahl forsvarer i Korsør sin VM-titel i juniorbantamvægt boksning, da Eduardo Nazario fra Puerto Rico diskvalificeres for uren boksning.
- 1998 - 62 unge mennesker mellem 14-25 år omkommer og 160 kvæstes - flere alvorligt - da et diskotek i Göteborg i Sverige brænder natten til den 30. oktober under en ungdomsfest i en makedonsk forening.
- 1998 - John Glenn bliver verdens ældste astronaut, da han som 77-årig sendes op med rumfærgen Discovery. Det var anden gang John Glenn var i rummet. Første gang var i 1962.
- 2001 - SiD anmelder den afdøde Willy Strube til politiet for bedrageri.

### Født
- 1785 - Gerhard Christoph von Krogh, dansk general (død 1860).
- 1813 - Carl Ploug, dansk digter, redaktør og politiker (død 1894).
- 1881 - Alma Johansson, svensk missionær (død 1974).
- 1897 - Sigurd Langberg, dansk skuespiller (død 1954).
- 1897 - Joseph Goebbels, tysk nazistisk propagandaminister (død 1945).
- 1908 - Harald Søbye, dansk præst (død 2000).
- 1924 - Aage Hansen, Rav-Aage, dansk fisker og miljøaktivist (død 2008).
- 1925 - Ben Chapman, amerikansk skuespiller (død 2008).
- 1925 - Robert Hardy, engelsk skuespiller (død 2017).
- 1926 - Ib Conradi, dansk skuespiller (død 1999).
- 1936 - Eugenio Barba, italiensk-født dansk teaterleder (Odin Teatret).
- 1942 - Vita Andersen, dansk forfatter (død 2021).
- 1942 - Bob Ross, amerikansk kunstner og tv-vært (død 1995)
- 1943 - Helle Hertz, dansk skuespillerinde.
- 1944 - Denny Laine, engelsk rockmusiker (død 2023).
- 1947 - Richard Dreyfuss, amerikansk skuespiller.
- 1957 - Dan Castellaneta, amerikansk skuespiller (The Simpsons).
- 1970 - Edwin van der Sar, hollandsk fodboldspiller.
- 1971 - Winona Ryder, amerikansk skuespillerinde.
- 1973 - Robert Pirès, fransk fodboldspiller.
- 1987 - Tove Lo, svensk sangerinde.
- 1990 - Eric Saade, svensk sanger.
- 1993 - India Eisley, amerikansk skuespillerinde.

### Dødsfald
- 1618 - Walter Raleigh, engelsk forfatter og opdagelsesrejsende (født 1554) - henrettet.
- 1885 - James Hannington,  engelsk missions biskop i Afrika. (født 1847).
- 1917 - Joseph Pulitzer, ungarsk-født, amerikansk avisudgiver (født 1847).
- 1918 - Rudolf Tobias, estisk komponist (født 1873).
- 1933 - Albert Calmette, fransk læge (født 1863).
- 1950 - Kong Gustav 5. af Sverige (født 1858).
- 1962 - Siegfried Salomon, dansk komponist og cellist (født 1885).
- 1981 - Georges Brassens, fransk sanger (født 1921).
- 1983 - Sten Broman, svensk komponist, diregent, musikkritiker og tv-vært (født 1902).
- 1992 - Jørgen Thorgaard, dansk forfatter, teolog og TV-medarbejder (født 1939).
- 1996 - Eugen Kapp, estisk komponist (født 1908).
- 2004 - Alice Christabel Montagu Douglas Scott, engelsk prinsesse (født 1901).
- 2006 - Ibrahim Mohammadu Maccido, nigeriansk sultan af Sokoto — åndelig leder for Nigerias muslimer (født 1928).
- 2019 - Steen Christiansen (musiker), dansk musiker, komponist og guitarist i Dodo & The Dodos (født 1951).

|  | Denne datoartikel kan blive bedre, hvis der indsættes et (bedre) billede Du kan hjælpe ved at afsøge Wikimedia Commons for et passende billede eller uploade et godt billede til Wikimedia Commons iht. de tilladte licenser og indsætte det i artiklen. |